# Лункушоара
Лункушоара (рум. Luncușoara) — село у повіті Сучава в Румунії. Входить до складу комуни Удешть.
Село розташоване на відстані 351 км на північ від Бухареста, 9 км на південний схід від Сучави, 104 км на північний захід від Ясс.

## Населення
За даними перепису населення 2002 року у селі проживали 549 осіб, з них 548 осіб (99,8%) румунів. Рідною мовою 548 осіб (99,8%) назвали румунську.